# Elezioni europee del 2004 in Italia
Le elezioni europee del 2004 in Italia si sono tenute sabato 12 e domenica 13 giugno.
L'alta frammentazione del panorama politico italiano rende difficile identificare una tendenza complessiva, ma il risultato fu generalmente visto come una sconfitta per il Presidente del Consiglio Silvio Berlusconi e una vittoria per la coalizione di opposizione di centrosinistra identificata con Romano Prodi, che era Presidente della Commissione europea uscente ed era ampiamente atteso come rientrante nella politica interna italiana per le successive elezioni politiche.

## Sistema di voto

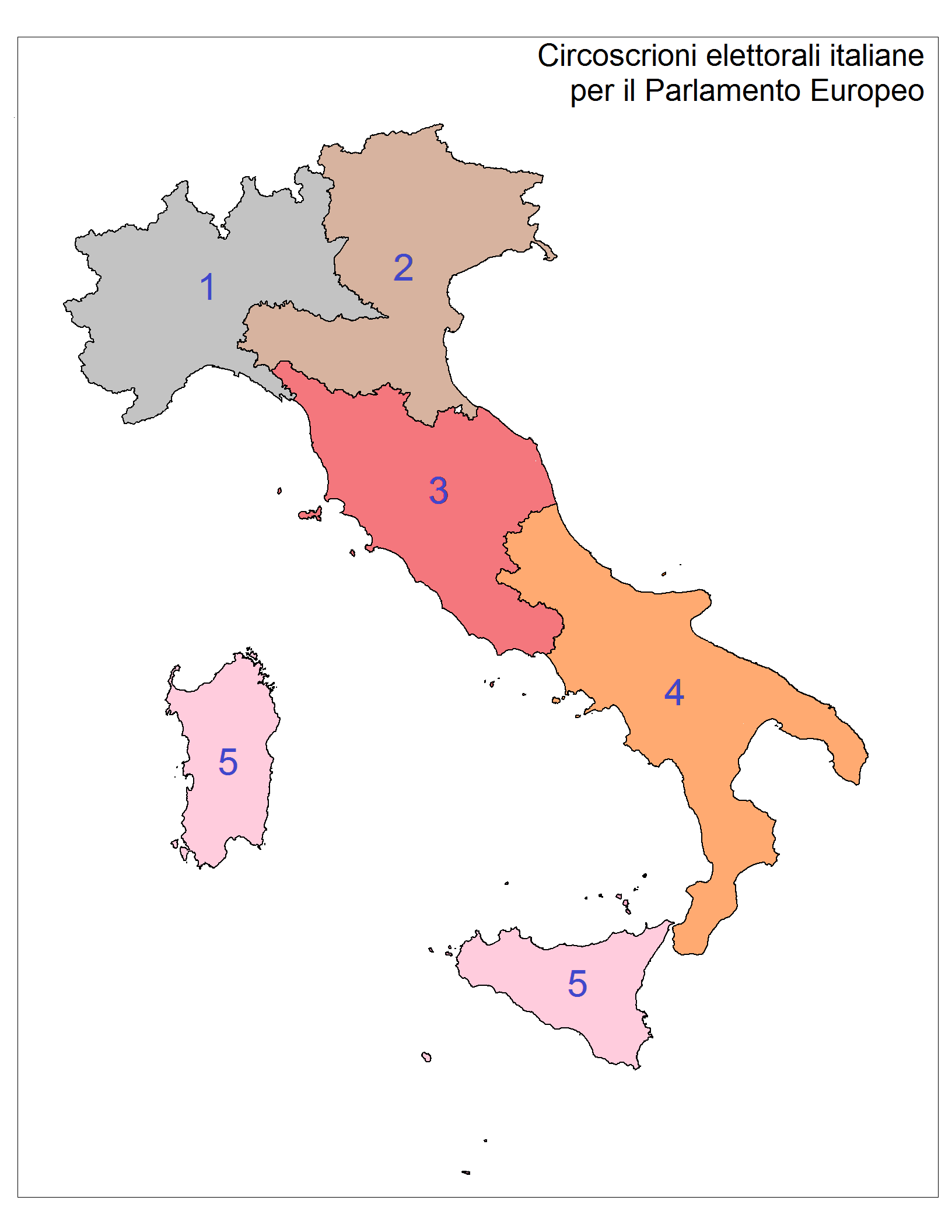
Le circoscrizioni italiane per le elezioni europee del 2004

Le elezioni europee in Italia del 2004 si tennero con il sistema di voto introdotto con la legge elettorale per l'elezione dei rappresentanti italiani presso il Parlamento europeo deliberata con provvedimento n° 18 del 24 gennaio 1979. Il territorio nazionale italiano era suddiviso in 5 circoscrizioni plurinominali assegnatarie di un numero di seggi variabili a seconda della popolazione ed il complesso delle circoscrizioni elettorali formava il collegio unico nazionale.
La ripartizione dei seggi si effettuava dividendo il numero degli abitanti della Repubblica per il numero dei rappresentanti spettante all'Italia nel Parlamento europeo, e distribuendo i seggi in proporzione alla popolazione di ogni circoscrizione, risultante dell'ultimo censimento generale, sulla base dei quozienti interi e dei più alti resti. La legge in oggetto era improntata ad un principio di proporzionalismo. Il calcolo dei seggi attribuiti ad ogni lista avveniva semplicemente a livello centrale nel collegio unico nazionale, per tramite del metodo Hare-Niemeyer dei quozienti naturali e dei più alti resti.
Determinato il numero di seggi spettanti ad ogni partito, gli stessi venivano suddivisi fra le singole liste circoscrizionali con lo stesso principio proporzionale puro: ne consegue il ruolo meramente procedurale delle circoscrizioni, e la possibilità della variazione del numero complessivo dei rappresentanti delle singole ripartizioni. Per le liste delle minoranze linguistiche era prevista la possibilità di collegamento con una lista di orizzonte nazionale: in tal caso i voti della lista linguistica andavano ad incrementare quelli della lista nazionale, ottenendo uno dei suoi seggi qualora un candidato linguistico ottenesse almeno 50.000 suffragi. Inoltre la legge prevedeva il voto di preferenza plurimo per i candidati della lista: ogni elettore poteva esprimere il proprio gradimento fino a tre candidati, e gli stessi vengono proclamati eletti, nel limite degli scranni ottenuti da ogni lista circoscrizionale, secondo la graduatoria di consensi ottenuta. Si segnala infine che il diritto di voto era consentito anche ai cittadini italiani residenti nelle altre nazioni che partecipavano all'elezione del Parlamento europeo.

### Circoscrizioni
Il territorio nazionale italiano, che assegnava 78 seggi, venne suddiviso in 5 circoscrizioni plurinominali così ripartite:
1. Italia nord-occidentale (Valle d'Aosta, Piemonte, Liguria, Lombardia) - 23 seggi;
2. Italia nord-orientale (Trentino-Alto Adige, Veneto, Friuli-Venezia Giulia, Emilia-Romagna) - 15 seggi;
3. Italia centrale (Toscana, Umbria, Marche, Lazio) - 16 seggi;
4. Italia meridionale (Abruzzo, Molise, Campania, Puglia, Basilicata, Calabria) - 17 seggi;
5. Italia insulare (Sicilia, Sardegna) - 7 seggi.

## Risultati
| Liste                  | Liste | Partito europeo        | Gruppo                 | Voti       | %     | Seggi | Differenza | Differenza |
| Liste                  | Liste | Partito europeo        | Gruppo                 | Voti       | %     | Seggi | %          | Seggi      |
| ---------------------- | --- | ---------------------- | ---------------------- | ---------- | ----- | ----- | ---------- | ---------- |
|                        | Uniti nell'Ulivo - Democratici di Sinistra (DS) - Democrazia è Libertà - La Margherita (DL) - Socialisti Democratici Italiani (SDI) - Indipendenti - Movimento Repubblicani Europei (MRE) | PSE PDE PSE – ELDR     | PSE ALDE PSE ALDE      | 10 105 836 | 31,08 | 24    | 1,53       | 5          |
|                        | Forza Italia (FI) | PPE                    | PPE-DE                 | 6 806 245  | 20,93 | 16    | 4,23       | 6          |
|                        | Alleanza Nazionale (AN) | AEN                    | UEN                    | 3 736 606  | 11,49 | 9     | 1,19       | 1          |
|                        | Partito della Rifondazione Comunista (PRC) | SE                     | GUE/NGL                | 1 969 776  | 6,06  | 5     | 1,79       | 1          |
|                        | Unione dei Democratici Cristiani e di Centro (UDC) | PPE                    | PPE-DE                 | 1 914 726  | 5,89  | 5     | 1,14       | 1          |
|                        | Lega Nord (LN) | –                      | IND/DEM                | 1 613 506  | 4,96  | 4     | 0,48       | Stabile    |
|                        | Federazione dei Verdi (FdV) | PVE                    | Verdi/ALE              | 803 356    | 2,47  | 2     | 0,71       | Stabile    |
|                        | Partito dei Comunisti Italiani (PdCI) | SE                     | GUE/NGL                | 787 613    | 2,42  | 2     | 0,42       | Stabile    |
|                        | Lista Bonino (LB) | ELDR                   | ALDE                   | 731 536    | 2,25  | 2     | 6,20       | 5          |
|                        | Società Civile - Di Pietro-Occhetto - Italia dei Valori (IdV) | ELDR                   | ALDE                   | 695 179    | 2,14  | 2     | nuovo      | nuovo      |
|                        | Socialisti Uniti per l'Europa (SUE) | –                      | NI                     | 664 463    | 2,04  | 2     | nuovo      | nuovo      |
|                        | Alleanza Popolare - UDEUR (AP-UDEUR) | PPE                    | PPE-DE                 | 419 173    | 1,29  | 1     | 0,32       | Stabile    |
|                        | Alternativa Sociale (AS) (LdA - FN - FSN) | –                      | NI                     | 400 626    | 1,23  | 1     | nuovo      | nuovo      |
|                        | Partito Pensionati (PP) | DE                     | PPE-DE                 | 374 343    | 1,15  | 1     | 0,40       | Stabile    |
|                        | Fiamma Tricolore (FT) | –                      | NI                     | 237 058    | 0,73  | 1     | 0,87       | Stabile    |
|                        | Partito Repubblicano Italiano - I Liberal Sgarbi (PRI-LS) | ELDR                   | –                      | 233 144    | 0,72  | -     | 0,18       | 1          |
|                        | Patto Segni-Scognamiglio | –                      | –                      | 172 556    | 0,53  | -     | -          | 1          |
|                        | LpA-AL - LFV - PSd'Az - UfS | ALE                    | –                      | 160 101    | 0,49  | -     | -          | Stabile    |
|                        | Lista Consumatori (LC) | –                      | –                      | 160 066    | 0,49  | -     | nuovo      | nuovo      |
|                        | Abolizione Scorporo - Verdi Verdi (AS-VV) | –                      | –                      | 158 988    | 0,49  | -     | 0,04       | Stabile    |
|                        | Südtiroler Volkspartei (SVP) | PPE                    | PPE-DE                 | 146 357    | 0,45  | 1     | 0,05       | Stabile    |
|                        | Paese Nuovo (PN) | –                      | –                      | 78 003     | 0,24  | -     | nuovo      | nuovo      |
|                        | No Euro (NE) | –                      | –                      | 70 220     | 0,22  | -     | nuovo      | nuovo      |
|                        | Movimento Idea Sociale (MIS) | –                      | –                      | 47 171     | 0,15  | -     | nuovo      | nuovo      |
|                        | Federalismo in Europa (Fed) | –                      | –                      | 29 598     | 0,09  | -     | 0,04       | Stabile    |
| Totale                 | Totale | Totale                 | Totale                 | 32 516 246 | 100   | 78    |            |            |
| Schede bianche e nulle | Schede bianche e nulle | Schede bianche e nulle | Schede bianche e nulle | 3 201 256  | 6,43  |       |            |            |
| Votanti                | Votanti | Votanti                | Votanti                | 35 717 655 | 71,72 |       |            |            |
| Elettori               | Elettori | Elettori               | Elettori               | 49 804 087 | 100   |       |            |            |